# Trujillo (Colombia)
Trujillo è un comune della Colombia facente parte del dipartimento di Valle del Cauca. 
L'abitato venne fondato da Leocadio e Rafael Salazar nel 1924, mentre l'istituzione del comune è del 1932.